# Holbeach Drove
Holbeach Drove – wieś w Anglii, w hrabstwie Lincolnshire. Leży 69 km na południowy wschód od Lincoln i 132 km na północ od Londynu.